# Eielstädt
Eielstädt ist einer der 17 Ortsteile der Gemeinde Bad Essen im Landkreis Osnabrück in Niedersachsen mit etwa 1200 Einwohnern.

## Geographie
Eielstädt liegt direkt östlich angrenzend an Bad Essen und südlich angrenzend an Wittlage.

## Ortsrat
Der Ortsrat, der den Ortsteil Eielstädt vertritt, setzt sich aus sieben Mitgliedern zusammen. Die Ratsmitglieder werden durch eine Kommunalwahl für jeweils fünf Jahre gewählt. Die aktuelle Amtszeit begann am 1. November 2021 und endet am 31. Oktober 2026.
Bei der Kommunalwahl 2021 ergab sich folgende Sitzverteilung:
| Ortsrat 2021Insgesamt 7 Sitze - SPD: 2 - Grüne: 1 - CDU: 4 |

## Geschichte
Am 1. Dezember 1910 hatte der Ort 262 Einwohner. Am 1. Juli 1972 wurde die bis dahin als Teil des Landkreises Wittlage selbstständige Gemeinde im Zuge der Gebietsreform in die neue Gemeinde Bad Essen eingegliedert.